# Discographie de Twenty One Pilots
 (septembre 2022).
Si vous disposez d'ouvrages ou d'articles de référence ou si vous connaissez des sites web de qualité traitant du thème abordé ici, merci de compléter l'article en donnant les références utiles à sa vérifiabilité et en les liant à la section « Notes et références ».
La discographie de Twenty One Pilots, groupe d'indie rock américain formé en 2009, comprend l'ensemble des disques publiés au cours de la carrière du groupe. En treize années d'activité, cette discographie se compose de sept albums studio, deux albums live, neuf EP dont un live, vingt-cinq singles et trente-trois clips vidéo.

## Albums

### Albums studio
Twenty One Pilots compte six albums studio à son actif. Le premier album du groupe, l'éponyme Twenty One Pilots (2009), est le seul à avoir été enregistré par une incarnation du groupe différente du célèbre duo : à ses débuts, le groupe est un trio composé de Tyler Joseph (chant, claviers), Nick Thomas (guitare, basse) et Chris Salih (percussions). Regional at Best (2011), second album de la formation, introduit Josh Dun aux percussions après le départ de Thomas et Salih. Après avoir rejoint en 2012 le label Fueled by Ramen, Vessel, troisième album de Twenty One Pilots, sort au début de l'année 2013. Sa publication signe néanmoins l'arrêt de la distribution physique et numérique de Regional at Best, voulue par le label alors que les deux albums partagent cinq titres en commun. Le quatrième album de Twenty One Pilots constitue leur plus gros succès à ce jour : Blurryface (2015) est l'album de rock le plus vendu des années 2010. Après un hiatus d'un an dans l'activité du groupe, leur cinquième album, Trench, sort en 2018 avec un accueil chaleureux des critiques. Leur sixième, Scaled and Icy, est publié en 2021 après avoir été composé pendant la pandémie de Covid-19. Leur septième, Clancy, sort le 24 mai 2024, bientôt suivi par leur huitième et dernier album en date, Breach, prévu pour septembre 2025.
| Titre             | Détails                                                                                      | Position dans les classements nationaux | Position dans les classements nationaux | Position dans les classements nationaux | Position dans les classements nationaux | Position dans les classements nationaux | Position dans les classements nationaux | Position dans les classements nationaux | Position dans les classements nationaux | Position dans les classements nationaux | Position dans les classements nationaux | Position dans les classements nationaux | Position dans les classements nationaux | Position dans les classements nationaux | Position dans les classements nationaux | Position dans les classements nationaux | Position dans les classements nationaux | Position dans les classements nationaux | Streams totaux sur Spotify (avril 2022) |
| Titre             | Détails                                                                                      | Drapeau de l'Allemagne                  | Drapeau de l'Australie                  | Drapeau de l'Autriche                   | Drapeau du Danemark                     | Drapeau de l'Espagne                    | Drapeau de la Belgique                  | [ 6 ]                                   | Drapeau de la Finlande                  | Drapeau de la France                    | Drapeau de l'Italie                     | Drapeau de la Norvège                   | Drapeau des Pays-Bas                    | Drapeau du Portugal                     | [ 7 ]                                   | Drapeau de la Suède                     | Drapeau de la Suisse                    | Drapeau de la Nouvelle-Zélande          | Streams totaux sur Spotify (avril 2022) |
| ----------------- | -------------------------------------------------------------------------------------------- | --------------------------------------- | --------------------------------------- | --------------------------------------- | --------------------------------------- | --------------------------------------- | --------------------------------------- | --------------------------------------- | --------------------------------------- | --------------------------------------- | --------------------------------------- | --------------------------------------- | --------------------------------------- | --------------------------------------- | --------------------------------------- | --------------------------------------- | --------------------------------------- | --------------------------------------- | --------------------------------------- |
| Twenty One Pilots | - Sortie : 29 décembre 2009 - Label : Autopublié - Format(s) : CD, LP, téléchargement        | —                                       | —                                       | —                                       | —                                       | —                                       | —                                       | 139                                     | —                                       | —                                       | —                                       | —                                       | —                                       | —                                       | —                                       | —                                       | —                                       | —                                       | 768 806 000                             |
| Regional at Best  | - Sortie : 8 juillet 2011 - Label : Autopublié - Format(s) : CD, téléchargement              | —                                       | —                                       | —                                       | —                                       | —                                       | —                                       | —                                       | —                                       | —                                       | —                                       | —                                       | —                                       | —                                       | —                                       | —                                       | —                                       | —                                       | 276 000                                 |
| Vessel            | - Sortie : 8 janvier 2013 - Label : Fueled by Ramen - Format(s) : CD, LP, K7, téléchargement | —                                       | —                                       | —                                       | —                                       | —                                       | 95                                      | 21                                      | 49                                      | 92                                      | 91                                      | —                                       | 53                                      | —                                       | 39                                      | 60                                      | —                                       | 16                                      | 2 043 264 000                           |
| Blurryface        | - Sortie : 17 mai 2015 - Label : Fueled by Ramen - Format(s) : CD, LP, K7, téléchargement    | 27                                      | 7                                       | 12                                      | 9                                       | 4                                       | 17                                      | 1                                       | 5                                       | 13                                      | 13                                      | 5                                       | 18                                      | 13                                      | 5                                       | 9                                       | 22                                      | 2                                       | 5 460 740 000                           |
| Trench            | - Sortie : 5 octobre 2018 - Label : Fueled by Ramen - Format(s) : CD, LP, K7, téléchargement | 4                                       | 1                                       | 3                                       | 22                                      | 1                                       | 5                                       | 2                                       | 2                                       | 13                                      | 5                                       | 2                                       | 1                                       | 1                                       | 2                                       | 5                                       | 4                                       | 1                                       | 1 767 044 000                           |
| Scaled and Icy    | - Sortie : 21 mai 2021 - Label : Fueled by Ramen - Format(s) : CD, LP, K7, téléchargement    | 6                                       | 3                                       | 4                                       | 35                                      | 9                                       | 4                                       | 3                                       | 11                                      | 6                                       | 15                                      | 23                                      | 7                                       | 4                                       | 3                                       | 24                                      | 4                                       | 3                                       | 440 069 000                             |
| Clancy            | - Sortie : 24 mai 2024 - Label : Fueled by Ramen                                             | —                                       | —                                       | —                                       | —                                       | —                                       | —                                       | —                                       | —                                       | —                                       | —                                       | —                                       | —                                       | —                                       | —                                       | —                                       | —                                       | —                                       | —                                       |
| Breach            | - Sortie : septembre 2025 - Label : Fueled by Ramen                                          | —                                       | —                                       | —                                       | —                                       | —                                       | —                                       | —                                       | —                                       | —                                       | —                                       | —                                       | —                                       | —                                       | —                                       | —                                       | —                                       | —                                       | —                                       |

### Albums live
À cette date, Twenty One Pilots a publié trois albums live. Le premier, Blurryface Live (2016), est exclusivement pressé en un coffret de trois vinyles et distribué en édition très limitée. Enregistré les 17 et 18 octobre 2015 au Fox Theatre (en) d'Oakland, en Californie, l'album présente principalement des performances de Blurryface (2015) mais également des titres de Vessel (2013) et de leur album éponyme (2009). Quelques mois après la sortie de Scaled and Icy (2021), le groupe réédite l'album en y ajoutant les prestations enregistrées le 21 mai 2021 à l'occasion du Livestream Experience, premier concert diffusé en direct sur le site du groupe. Intitulé Scaled and Icy (Livestream Version), cette édition inclut également le single Level of Concern (2020). Le 9 juin 2022 est publié un épisode du MTV Unplugged consacré au groupe : les musiciens y performent des versions alternatives de leurs titres les plus connus. L'enregistrement est publié en tant qu' album le 21 avril 2023 sous l'intitulé MTV Unplugged.
| Titre                               | Détails                                                                                 |
| ----------------------------------- | --------------------------------------------------------------------------------------- |
| Blurryface Live                     | - Sortie : 25 novembre 2016 - Label : Fueled by Ramen - Format(s) : LP                  |
| Scaled and Icy (Livestream Version) | - Sortie : 19 novembre 2021 - Label : Fueled by Ramen - Format(s) : téléchargement      |
| MTV Unplugged                       | - Sortie : 21 avril 2023 - Label : Fueled by Ramen - Format(s) : CD, LP, téléchargement |

### EPs
- 2009: Johnny Boy EP
- 2011 : Live at UG Studios
- 2012:  Three Songs
- 2012: Holding on to You EP
- 2013: Migraine
- 2013: Spotify Sessions
- 2014: Quiet Is Violent
- 2015: The LC EP
- 2016: Double-Sided
- 2016: TOPxMM
- 2018: Trench 10" Triplet EP
- 2021: Locations Sessions

### USB Demos
- 2020: LOC USB 2.0 Demos

## Singles
- 2012 : Holding on to You
- 2012 : Guns for Hands
- 2013 : Lovely
- 2013 : House of Gold
- 2013 : Fake You Out
- 2014 : Car Radio
- 2015 : Fairly Local
- 2015 : Tear in My Heart
- 2015 : Lane Boy
- 2015 : Stressed Out
- 2016 : Ride
- 2016 : Heathens
- 2017 : Heavydirtysoul
- 2018 : Jumpsuit et Nico and the Niners
- 2018 : Levitate
- 2018 : My Blood
- 2019 : Chlorine
- 2019 : The Hype
- 2020 : Level of Concern
- 2020 : Level of Concern (Live from Outside)
- 2020 : Christmas Saves the Year
- 2021 : Shy Away
- 2021 : Choker
- 2021 : Saturday
- 2021 : Shy Away (Livestream Version)
- 2021 : Heathens et Trees (Livestream Version)
- 2021 : The Outside
- 2024 : Overcompensate
- 2024 : Next Semester
- 2024 : Backslide
- 2024 : The Craving (Single Version)
- 2024 : The Line (bande originale de la série télévisée Arcane)
- 2025 : Doubt (demo)
- 2025 : The Contract

## Covers
- 2010 : Jar of Hearts de Christina Perri
- 2012 : Can't Help Falling in Love d'Elvis Presley
- 2014 : Mad World de Tears for Fears
- 2016 : Cancer de My Chemical Romance